# James Stuart Mackenzie
James Stuart Mackenzie (* 23. Februar 1719; † 6. April 1800 in London) war ein britischer Politiker, der fünfmal als Abgeordneter für das House of Commons gewählt wurde. Als fähiger Verwalter machte er in der politisch wechselhaften Zeit zu Beginn der Herrschaft von Georg III. keine eigene Karriere, sondern blieb ein loyaler Unterstützer seiner Familie und vor allem seines Bruders Lord Bute.

## Herkunft und Jugend
James Stuart Mackenzie entstammte einer alten Nebenlinie des schottischen Adelsgeschlechts Stuart. Er wurde als James Stuart als zweiter Sohn von James Stuart, 2. Earl of Bute und dessen Frau Anne Campbell geboren. Nach dem Tod seines Vaters 1723 erbte er nach dem Testament seines Urgroßvaters Sir George Mackenzie dessen Besitzungen, wozu neben Rosehaugh bei Avoch auf der Halbinsel Black Isle Ländereien in Forfarshire, Perthshire sowie Häuser in London gehörten. Als Erbe ergänzte der junge James seinen Familiennamen zu Stuart Mackenzie. Seine Onkel mütterlicherseits John Campbell, 2. Duke of Argyll und dessen Bruder Archibald Campbell, Lord Ilay übernahmen seine Vormundschaft. Von 1728 bis 1732 besuchte er das Eton College, danach unternahm er eine Grand Tour. Dabei studierte er 1737 an der niederländischen Universität Leiden.

## Beginn der politischen Karriere und Affäre mit einer Ballerina
Nach dem Tod von Charles Campbell, des bisherigen Abgeordneten für den Wahlkreis Argyllshire, wurde Mackenzie bei einer Nachwahl im Februar 1742 mit Unterstützung des 2. Duke of Argyll als Abgeordneter für Argyllshire gewählt. Als Interessenvertreter seines Onkels gehörte er im House of Commons der Opposition gegen die von den Whigs geführte Regierung an. Ende 1742 oder 1743 begann er in London eine Affäre mit der gefeierten Balletttänzerin Barberina. Mit ihr reiste er 1743 ins Ausland. In Venedig wollte er sie heiraten, doch sein Onkel, der 3. Duke of Argyll wandte sich an Lord Hyndford, den mit ihm befreundeten britischen Botschafter in Berlin. Hyndford erreichte, dass Mackenzie in Venedig festgenommen wurde. Mackenzie und seine Geliebte wurden nach Berlin gebracht, wo die Barberina als Tänzerin an der Königlichen Oper Friedrichs II. unter Vertrag stand. Mackenzie wurde dagegen von Berlin aus wieder nach Großbritannien geschickt. Sein Onkel war über diese Affäre höchst verärgert, so dass Mackenzie bei der Unterhauswahl 1747 als Abgeordneter für das von seinem Bruder Lord Bute politisch kontrollierte Buteshire kandidierte und gewählt wurde. Am 16. Februar 1749 heiratete Mackenzie seine Cousine Elizabeth Campbell, eine Tochter seines verstorbenen Onkels John Campbell, 2. Duke of Argyll.

## Dienst als Diplomat

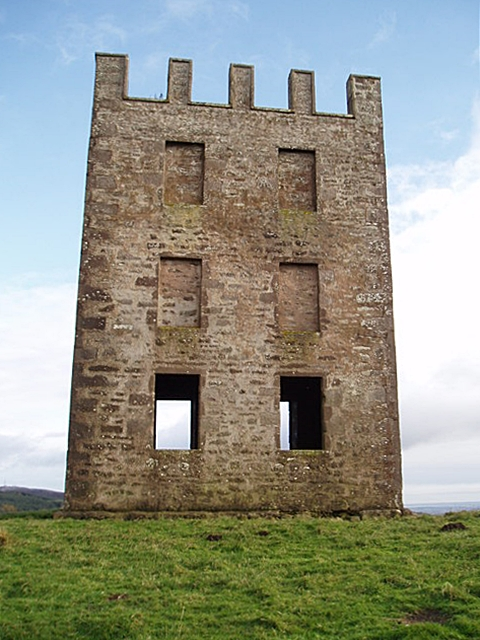
Der von Mackenzie als Observatorium errichtete Kinpurnie Tower

Bei der Unterhauswahl im Mai 1754 kandidierte Mackenzie zunächst erfolglos für Ross-shire, wo er trotz der Unterstützung des Duke of Argylls und durch Lord Bute bei der Abstimmung mit 14 zu 18 Stimmen gegen Kenneth Mackenzie verlor. Daraufhin wurde er mit der Unterstützung seiner Verwandten ohne Gegenkandidat als Abgeordneter für Ayr Burghs gewählt. Als Abgeordneter nahm er regelmäßig an den Sitzungen des House of Commons teil, hielt jedoch nie eine Rede. Als Interessenvertreter des Duke of Argyll galt er als Gegner der Regierung des Duke of Newcastle. Dagegen unterstützte er die Regierung des Duke of Devonshire und die folgende Regierung des Duke of Newcastle und von William Pitt. Mit Unterstützung des Prince of Wales wurde er im Juni 1758 außerordentlicher britischer Gesandter im Königreich Sardinien. In Turin wurde er für seinen aufwändigen Lebensstil bewundert. Durch seine Abwesenheit wurde er nicht in den von 1759 bis 1760 währenden Streit der Familien Bute und Campbell verwickelt. Als der Prince of Wales 1760 als Georg III. den Thron bestieg, hoffte Mackenzie vergeblich auf ein Regierungsamt oder auf das Amt des britischen Gesandten in Venedig. In Absprache mit Lord Bute hatte Kenneth Mackenzie bei der Unterhauswahl 1761 auf eine erneute Kandidatur in Ross-shire verzichtet, worauf nun James Stuart Mackenzie unangefochten gewählt worden war. Nach dem Tod des Duke of Argyll, der im April 1761 ohne eheliche Kinder gestorben war, berief Lord Bute Mackenzie zurück nach Großbritannien, so dass er im August 1761 Turin verließ.

## Regierungsvertreter für Schottland
Das Amt eines Secretary of State for Scotland war seit dem Jakobitenaufstand 1746 nicht mehr besetzt. Der mächtigste Politiker in Schottland war der Duke of Argyll gewesen, und Lord Bute Bute beauftragte nun Mackenzie, als Nachfolger seines Onkels die Regierungsinteressen in Schottland zu vertreten. Für diese Aufgabe erhielt er zunächst jährlich £ 2000. Mackenzie übernahm mit Eifer seine Aufgaben. Zu seinem Vertreter ernannte er William Mure. Sein Bruder Bute vertraute seinen Einschätzungen über andere schottische Politiker und beauftragte ihn im Sommer 1762 mit Vorverhandlungen für einen Friedensvertrag mit Frankreich. Mackenzie strebte immer noch eine diplomatische Karriere an, doch obwohl er sich bei seinem Bruder um den Posten des Botschafters in Spanien oder gar in Frankreich bewarb, beließ ihn dieser in Schottland. Dort kümmerte sich Mackenzie um die Universitäten, um Banken, Fischerei oder um Manufakturen. Nach dem Ende des Siebenjährigen Krieges organisierte er zahlreiche Maßnahmen der Regierung wie die Ansiedlung von entlassenen Soldaten und Matrosen. Aufgrund dieser vielfältigen Aufgaben hatte er nur wenig Zeit, um an Sitzungen des House of Commons in London teilzunehmen.
Mackenzie versuchte sicherlich, politisch aufrichtig zu handeln, womit er aber politisch naiv war. Dabei handelte er mehrfach taktlos, wobei er wie sein Bruder überzeugt war, dabei im Recht zu sein. 1762 machte er den gutgemeinten Versuch, Ämter der Church of Scotland mit den für ihn am besten qualifizierten Kandidaten zu besetzen. Dies führte zum Streit mit verschiedenen kirchlichen Gruppierungen. Seine Versuche, es allen Seiten recht zu machen, führte zu weiterem Streit über die Besetzung von Beamten- und Richterstellen. Die Vertrautheit der Brüder Stuart mit dem König führte zu vielen Anfeindungen im House of Commons, und wie bei den anderen Mitgliedern seiner Familie sank seine Popularität aufgrund der zunehmenden Unpopularität seines Bruders Bute. Als dieser als Premierminister zurücktrat, verschaffte er Mackenzie noch die Bestätigung als Regierungsbeauftragter für Schottland, wozu er im April 1763 Mitglied des Privy Council und Lordsiegelbewahrer von Schottland wurde. Sein Amt wurde mit beachtlichen Vollmachten ausgestattet, dazu wurde sein jährliches Gehalt auf £ 3000 erhöht. Trotz seines Rücktritts als Premierminister behielt Bute weiterhin erheblichen Einfluss auf den König. Dieser erklärte dem neuen Premierminister Grenville, in schottischen Fragen den Empfehlungen von Mackenzie zu vertrauen. Mackenzie setzte sich im Gegenzug dafür ein, dass die schottischen Abgeordneten die Regierung von Grenville unterstützten. Damit machte sich Mackenzie weitere Gegner, vor allem den Duke of Bedford. Premierminister Grenville musste zunächst eigenmächtige Personalernennungen von Mackenzie akzeptieren, bis es 1765 zu ernsten Spannungen zwischen beiden kam. Mackenzies Bruder hatte inzwischen seinen Einfluss auf den König völlig verloren, und als der König im Mai 1765 Grenville weiter mit der Regierung beauftragte, bestand Grenville auf der Entlassung von Mackenzie als Beauftragten der Regierung und als Lordsiegelbewahrer für Schottland. Daraufhin musste der widerstrebende König Mackenzie am 23. Mai entlassen.

## Weitere politische Tätigkeit

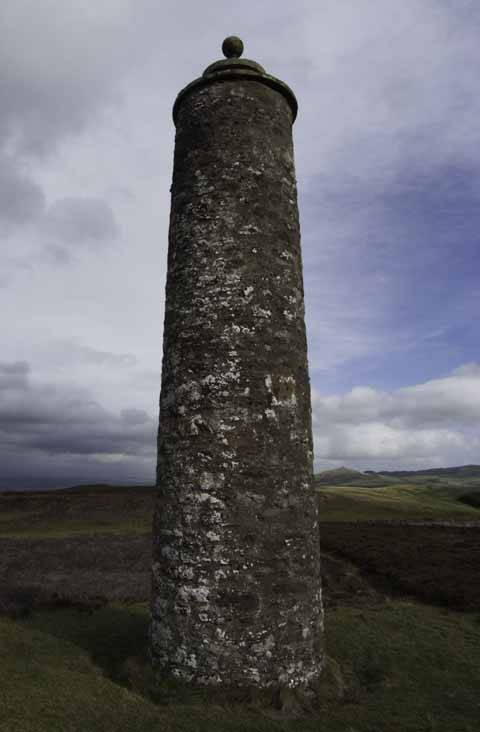
Der Mackenzie Meridian, eine Landmarke, die James Stuart Mackenzie um 1770 bei Meigle für seine astronomischen Beobachtungen aufstellen ließ

In den Monaten nach seiner Entlassung nahm Mackenzie wieder aktiv an den Parlamentssitzungen teil. Die Regierung unter dem zum Earl of Chatham erhobenen William Pitt setzte Mackenzie im August 1766 wieder als Lordsiegelbewahrer von Schottland ein. Er erhielt zwar wieder ein Jahresgehalt von £ 3000, doch hatte er nunmehr fast keine politischen Befugnisse mehr. Dennoch hatte er noch bis Anfang der 1770er Jahre erheblichen politischen Einfluss in Schottland. Bei den Unterhauswahlen 1768 und 1774 wurde er als Abgeordneter für Ross-shire wiedergewählt. Während nun mehrere seiner Neffen wie John und Frederick Stuart als Abgeordnete im House of Commons aktiv waren, verlor Mackenzie weiter an Einfluss. Den Winter von 1777 bis 1778 verbrachte er in Italien, und nur weil Alexander Wedderburn aus Loyalität gegenüber der Familie Bute das Amt ablehnte, blieb Mackenzie Lordsiegelbewahrer von Schottland. Schließlich erklärte er im Sommer 1780, bei der kommenden Unterhauswahl im Oktober nicht erneut zu kandidieren. Das Amt des Lordsiegelbewahrers behielt er aber bis zu seinem Tod.

## Wissenschaftliche Tätigkeit
Nach seinem Rückzug aus der Politik widmete sich Mackenzie verstärkt seinen wissenschaftlichen Studien. Er versuchte, die Landwirtschaft auf seinen Gütern zu verbessern, doch vor allem betätigte er sich als Amateurwissenschaftler. Er versuchte, mit Hilfe der Triangulation entfernte Hügel zu vermessen, machte Wetterbeobachtungen und errichtete auf dem Kinpurnie Hill einen als astronomisches Observatorium genutzten Turm. Als Amateurwissenschaftler stand er im Kontakt mit Giuseppe Piazzi, Nevil Maskelyne und vermutlich auch mit James Bradley. Mackenzie erstellte als pedantischer Bürokrat Auflistungen der zahlreichen Instrumente seiner wissenschaftlichen Freunde, doch veröffentlichte er selbst nie seine Beobachtungen. Er gehörte 1783 aber zu den Gründern der Royal Society of Edinburgh.

## Familie und Erbe
Mit seiner Frau Elizabeth Campbell hatte Mackenzie zwei Kinder, die beide jung starben. Seine Frau starb am 16. Juli 1799 in Mayfair. Der um sie trauernde Mackenzie starb kein Jahr später. Um sein Erbe kam es zu einem Streit zwischen Herbert Stuart, dem zweiten Sohn seines Neffen John Stuart und seinem Neffen James Stuart-Wortley, dem zweiten Sohn seines Bruders John. Schließlich erbte sein Neffe James 1803 seine Besitzungen.